# Tatiana Mukakibibi
 (Décembre 2020).
Tatiana Mukakibibi est une journaliste et animatrice rwandaise, née le 5 août 1965 dans la région de Gitarama au Rwanda.
Sans jamais avoir été jugée, elle est restée en prison pendant 11 ans. 

## Biographie

### Enfance et formation
Tatiana Mukakibibi est née en 1965.
Après des études secondaires, elle a été enseignante de 1985 à 1988.

### Carrière
Animatrice et productrice de programmes à Radio Rwanda, elle travaillait avec l'abbé André Sibomana, lauréat 1994 du prix Reporters sans frontières - Fondation de France.

### Vie de famille
Elle a une fille.

### Arrestation
Depuis les massacres d'avril 1994, Radio Rwanda dénonçait les exactions commises par les Tutsis lors des représailles en lisant les communiqués officiels et les listes des personnes décédées et envoyées par les préfectures. Le 4 juillet 1994, lors de l'évacuation de Kigali, elle se réfugie avec d'autres journalistes en République démocratique du Congo. Elle revient dès le 10 août 1994 pour travailler avec l'abbé et s'installent à Kabgayi dans la région de Gitarama. En juillet 1995, elle est arrêtée une première fois et détenue quelques jours, par peur des représailles elle fuit vers l'Ouganda.
Le 10 août 1994, elle revient s'installer au Rwanda. Repérée, elle est arrêtée le 2 octobre 1996 à Ntenyo. Elle est accusée d'avoir tué ou fait tuer Eugène Bwanamudogo, un Tutsi qui réalisait des programmes radiophoniques pour le ministère de l'Agriculture. Tatiana Mukakibibi nie ce meurtre, d'autant plus qu'à cette période, la journaliste se trouvait à Cyangugu, en reportage.
D'après des journalistes de Reporters sans frontières, qui ont retrouvé un témoin, il serait mort dans les premiers jours du génocide tué par des militaires. Tatiana aurait ensuite été arrêtée sur dénonciation de la sœur d'Eugène Bwanamudogo, car il existait une rivalité entre les deux familles parce que le frère de Tatiana Mukakibibi, aurait pris part à un massacre contre des membres de la famille d'Eugène.
Elle a comparu devant une gacaca  — un tribunal populaire mis en place pour juger les personnes impliquées dans le génocide de 1994 — et elle a été classée dans la catégorie comprenant « les planificateurs, organisateurs, incitateurs, superviseurs et encadreurs du génocide » devant être punis de mort.
Elle est finalement acquittée et libérée après onze ans de détention, le 6 novembre 2007 par la juridiction gacaca du secteur de Kimegeri.